# Frank Sinatra, Jr.
Francis Wayne Sinatra (Jersey City, 1944. január 10. – Daytona Beach, 2016. március 16.) szakmai nevén Frank Sinatra Jr. amerikai énekes, dalszerző, színész és karmester volt.
Frank Sinatra énekes és színész, illetve annak első felesége, Nancy Barbato Sinatra fia, Nancy Sinatra énekesnő és színésznő öccse, valamint Tina Sinatra televíziós producer bátyja.

## Élete

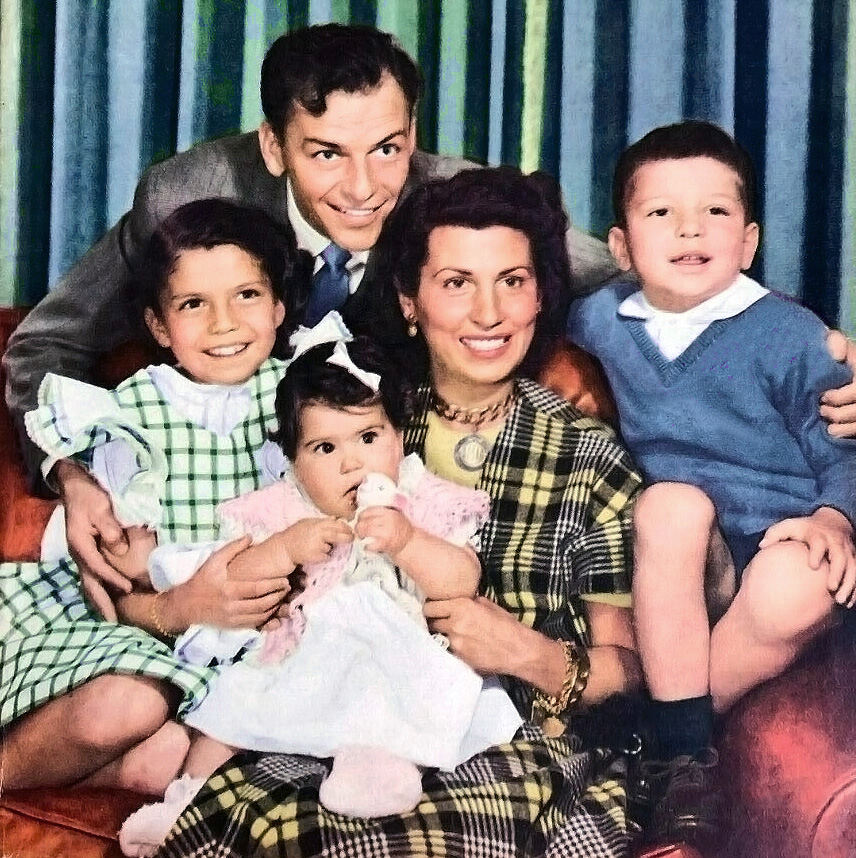
A Sinatra családi portré (1949), a jobb szélső oldalon látható Frank Jr.

Francis Wayne Sinatra 1944. január 10-én született a New Jersey állambeli Jersey Cityben. A fiatalabb Sinatra valójában nem volt "ifjabb" (apja középső neve Albert volt), de ennek ellenére egész életében Frank Jr. néven ismerték. Az ifjú Sinatra alig látta apját, aki állandóan úton volt, vagy fellépett, vagy filmekben dolgozott. Sinatra úgy gondolta, hogy már egészen kiskorától kezdve zongorista és dalszerző akart lenni.

### Emberrablás
Sinatrát 1963. december 8-án, 19 éves korában elrabolták. Két nappal később szabadon engedték, miután apja kifizette az emberrablók által követelt 240 000 dolláros váltságdíjat (ami 2020-ban 2 030 000 dollárnak felel meg). Barry Keenant, Johnny Irwint és Joe Amslert rövidesen elfogták, emberrablásért vádat emeltek ellenük, bűnösnek találták őket, és hosszú börtönbüntetésre ítélték őket, amelynek csak kis részét töltötték le. Az elkövető Keenant később úgy ítélték meg, hogy a bűncselekmény elkövetésekor jogilag beszámíthatatlan volt, ezért jogilag nem felelős a tetteiért. Irwint a neves ügyvéd, Gladys Root képviselte.
Az emberrablók azt akarták, hogy minden kommunikáció utcai telefonon keresztül történjen. E beszélgetések során az idősebb Frank aggódni kezdett, hogy nem lesz elég aprópénze, ami arra késztette, hogy élete végéig mindig magánál tartson 10 darab tízcentest.
Az emberrablás idején Frank Sr. és a Rat Pack a Robin és a 7 gengszter című filmet forgatta. Az emberrablás okozta stressz, valamint Sinatra közeli barátjának, John F. Kennedy-nek az emberrablás előtt néhány héttel történt meggyilkolása miatt Sinatra komolyan fontolóra vette a forgatás teljes leállítását, bár a film végül elkészült.

## Magánélete
Sinatra 1998. október 18-án vette feleségül Cynthia McMurry-t. 2000. január 7-én váltak el. Egy korábbi kapcsolatából született egy fia, Michael.
Sinatrát 2006 januárjában prosztatarák miatt megműtötték.
2016. március 16-án a Sinatra család közleményt adott ki az Associated Pressnek, miszerint Sinatra a floridai Daytona Beachen tartott turnéja során szívmegállás következtében elhunyt. 72 éves volt.

## Dalok

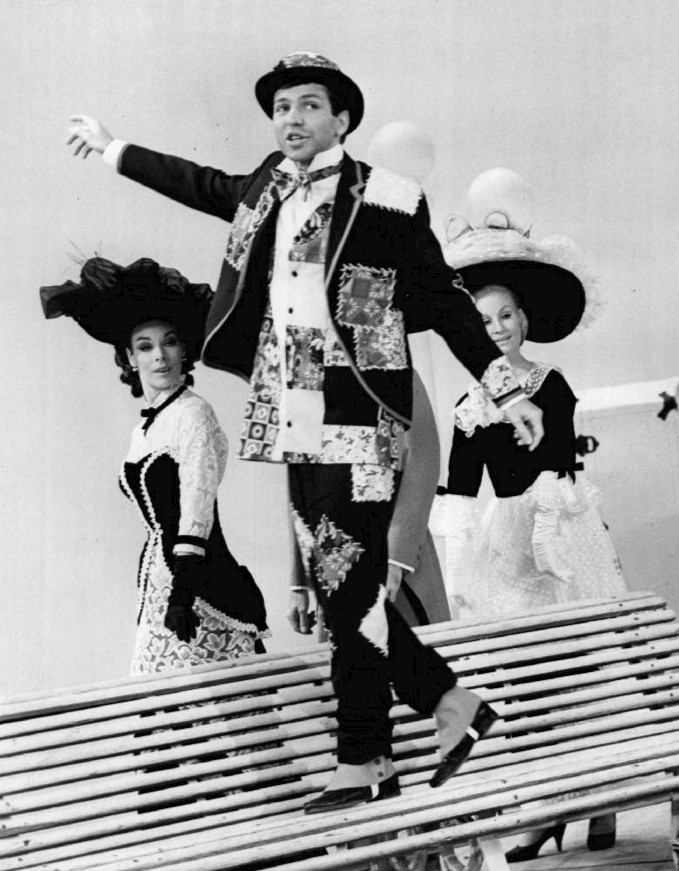
Frank Sinatra Jr. a
The Red Skelton Show (1969) című Varietéműsorban.

Sinatra számos dalt szerzett, többek között a következőket:
- "Spice"
- "Believe in Me"
- "Black Night"
- "What Were You Thinking?"
- "Missy"

## Discográfia
- Young Love For Sale (lp, Reprise Records, 1965)
- The Sinatra Family Wish You a Merry Christmas (lp, 1968) – 4 zene
- Spice (lp, Daybreak Records, 1971)
- His Way! (lp, Baybreak, 1972)
- It's Alright (lp, Churchill Records, 1977)
- Pat Longo's Super Big Band featuring Frank Sinatra Jr. – Billy May For President (lp, Townhall Records, 1983)
- Pat Longo's Super Big Band, Frank Sinatra Jr. – Here's That Swing Thing (lp, USA Music Group, 1994)
- As I Remember It (cd, Angel Records, 1996)
- That Face! (cd, Rhino Entertainment, 2006)

Vendégszereplések
- Dora Hall – Once Upon A Tour (1971)
- Was (Not Was) – What Up, Dog? (1989)
- ''Gumby'' (1989)
- Frank Sinatra – Duets II (1994)
- Louise Baranger Jazz Band – Trumpeter's Prayer (1998)
- Steve Tyrell – Songs of Sinatra (2005)
- Patrick Williams – Home Suite Home (2015)